# Chiesa dei Santi Carlo e Vitale alle Abbadesse
La Chiesa dei Santi Carlo e Vitale alle Abbadesse è una sussidiaria della parrocchia salesiana di Sant'Agostino, del quartiere milanese della Maggiolina.

## Storia
Venne costruita tra il sedicesimo e il diciassettesimo secolo, al centro delle cascine delle Abbadesse, parte del complesso del monastero di Sant'Agostino. Fu costruita grazie al patrocinio della contessa Marliani e tra il 1723 e il 1724 viene decorata da Pietro Maggi.
Il patrono della chiesa variò nel tempo: prima Santa Teresa, poi Santa Maria, poi San Vitale e, dal 1796, Carlo e Vitale. Al tempo apparteneva alla parrocchia di San Bartolomeo, passando nel 1782 a quella di Santa Maria alla Fontana e, nel 1932, a Sant'Agostino.
Nel ventesimo secolo, per aumentarne la capienza, viene allargata, togliendo lo spazio dal cortiletto adiacente. Intorno al 1980 viene inserito un tavolo ligneo per consentire di celebrare la Messa secondo le disposizioni del Concilio Vaticano II.

## Architettura
La chiesetta è a navata unica, divisa in quattro campate, con dentro un altare tardo-barocco. Si trova un piccolo campanile che nasce dal corpo del tempio.